# Magnitud física

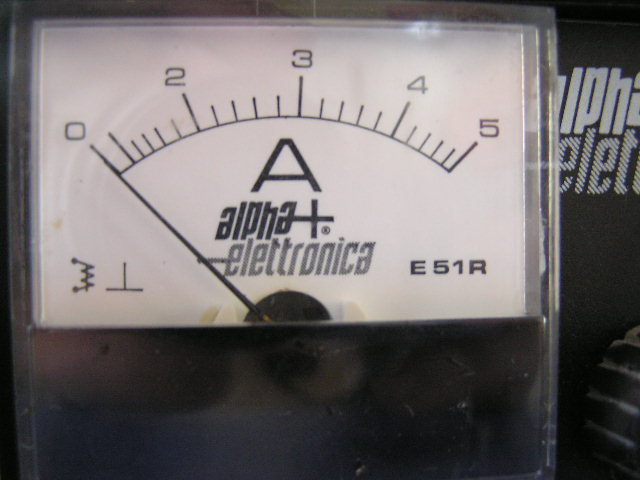
Amperímetro de una alimentación estabilizada.

Una magnitud física (cantidad física o propiedad física) es una cantidad medible de un sistema físico a la que se le pueden asignar distintos valores como resultado de una medición o una relación de medidas. Las magnitudes físicas se miden usando un patrón que tenga bien definida esa magnitud, y tomando como unidad la cantidad de esa propiedad que posea el objeto patrón. Por ejemplo, se considera que el patrón principal de longitud es el metro en el Sistema Internacional de Unidades.
Existen magnitudes básicas y derivadas, que constituyen ejemplos de magnitudes físicas: la masa, la longitud, el tiempo, la carga eléctrica, la densidad, la temperatura, la velocidad, la aceleración y la energía. En términos generales, es toda propiedad de los cuerpos o sistemas que puede ser medida. De lo dicho se desprende la importancia fundamental del instrumento de medición en la definición de la magnitud.
La Oficina Internacional de Pesas y Medidas, por medio del Vocabulario Internacional de Metrología (International Vocabulary of Metrology, VIM), define a la magnitud como un atributo de un fenómeno, un cuerpo o sustancia que puede ser distinguido cualitativamente y determinado cuantitativamente.
A diferencia de las unidades empleadas para expresar su valor, las magnitudes físicas se expresan en cursiva: así, por ejemplo, la «masa» se indica con m, y «una masa de 3 kilogramos» la expresaremos como m = 3 kg.

## Tipos de magnitudes físicas
Las magnitudes físicas pueden ser clasificadas de acuerdo a varios criterios:
- Según su expresión matemática, las magnitudes se clasifican en escalares, vectoriales y tensoriales.
- Según su actividad, se clasifican en magnitudes extensivas e intensivas.

### Magnitudes escalares, vectoriales y tensoriales
- Las magnitudes escalares son aquellas que quedan completamente definidas por un número y las unidades utilizadas para su medida. Las magnitudes escalares están representadas por el ente matemático más simple, por un número. Podemos decir que poseen un módulo pero carecen de dirección. Su valor puede ser:
  - Independiente del observador (por ejemplo: la masa, la temperatura, la densidad, etc.)
  - Depender de la posición (por ejemplo: la energía potencial),
  - Un estado de movimiento del observador (por ejemplo: la energía cinética).
- Las magnitudes vectoriales son aquellas que quedan caracterizadas por una cantidad (intensidad o módulo), una dirección y un sentido. En un espacio euclidiano, de no más de tres dimensiones, un vector se representa mediante un segmento orientado. Ejemplos de estas magnitudes son: la velocidad, la aceleración, la fuerza, el campo eléctrico, intensidad luminosa, etc.

Además, al considerar otro sistema de coordenadas asociado a un observador con diferente estado de movimiento o de orientación, las magnitudes vectoriales no presentan invariancia de cada uno de los componentes del vector y, por tanto, para relacionar las medidas de diferentes observadores se necesitan relaciones de transformación vectorial. En mecánica clásica el campo electrostático se considera un vector; sin embargo, de acuerdo con la teoría de la relatividad esta magnitud, al igual que el campo magnético, debe ser tratada como parte de una magnitud tensorial.
- Las magnitudes tensoriales son las que caracterizan propiedades o comportamientos físicos modelizables mediante un conjunto de números que cambian tensorialmente al elegir otro sistema de coordenadas asociado a un observador con diferente estado de movimiento (marco móvil) o de orientación.

De acuerdo con el tipo de magnitud, debemos elegir leyes de transformación (por ej. la transformación de Lorentz) de las componentes físicas de las magnitudes medidas, para poder ver si diferentes observadores hicieron la misma medida o para saber qué medidas obtendrá un observador, conocidas las de otro cuya orientación y estado de movimiento respecto al primero sean conocidos.

### Magnitudes extensivas e intensivas
Una magnitud extensiva es una magnitud que depende de la cantidad de sustancia que tiene el cuerpo o sistema. Las magnitudes extensivas son aditivas. Si consideramos un sistema físico formado por dos partes o subsistemas, el valor total de una magnitud extensiva resulta ser la suma de sus valores en cada una de las dos partes. Ejemplos: la masa y el volumen de un cuerpo o sistema, la energía de un sistema termodinámico, etc.
Una magnitud intensiva es aquella cuyo valor no depende de la cantidad de materia del sistema. Las magnitudes intensivas tienen el mismo valor para un sistema que para cada una de sus partes consideradas como subsistemas. Ejemplos: la densidad, la temperatura y la presión de un sistema termodinámico en equilibrio.
En general, el cociente entre dos magnitudes extensivas da como resultado una magnitud intensiva.

### Representación covariante y contravariante
Las magnitudes tensoriales de orden igual o superior a uno admiten varias formas de representación tensorial según el número de índices contravariantes y covariantes. Esto no es muy importante si el espacio es euclídeo y se emplean coordenadas cartesianas, aunque si el espacio no es euclídeo o se usan coordenadas no cartesianas es importante distinguir entre diversas representaciones tensoriales que físicamente representan la misma magnitud. En relatividad general, dado que en general el espacio-tiempo es curvo, el uso de representaciones convariantes y cotravariantes es inevitable.
Así un vector puede ser representado mediante un tensor 1-covariante o mediante un tensor 1-contravariante. Más generalmente, una magnitud tensorial de orden k admite 2k representaciones tensoriales esencialmente equivalentes. Esto se debe a que en un espacio físico representable mediante una variedad riemanniana (o semiriemanninana como en el caso relativista) existe un isomorfismo entre tensores de tipo {\displaystyle \scriptstyle (m,n)} y los de tipo {\displaystyle \scriptstyle (m',n')} siempre y cuando {\displaystyle \scriptstyle m+n=m'+n'}. El paso de una representación a otra de otro tipo se lleva a cabo mediante la operación de «bajar y subir índices».

### Magnitudes objetivas y no objetivas
Una magnitud se dice objetiva si las medidas de dicha magnitud por observadores diferentes pueden relacionarse de manera sistemática. En el contexto de la mecánica newtoniana se restringe el tipo de observador, y se considera que una magnitud es objetiva si se pueden relacionar sistemáticamente las medidas de dos observadores cuyo movimiento relativo en un instante dado es un movimiento de sólido rígido. Existen buenos argumentos para sostener que una ley física adecuada debe estar formulada en términos de magnitudes físicas objetivas. En el contexto de la teoría de la relatividad la objetividad física se amplia al concepto de covariancia de Lorentz (en relatividad especial) y covariancia general (en relatividad general).

## Cantidades derivadas generales
Las magnitudes derivadas son aquellas cuyas definiciones se basan en otras magnitudes físicas (magnitudes base).

### Espacio
A continuación se indican importantes unidades base aplicadas para el espacio y el tiempo. Área y volumen son, por tanto, derivadas de la longitud, pero se incluyen para completar, ya que aparecen con frecuencia en muchas magnitudes derivadas, en particular las densidades.
| Cantidad                                                                                               | Cantidad                                                                                                  | Unidad SI | Dimensiones |
| Descripción                                                                                            | Símbolos                                                                                                  | Unidad SI | Dimensiones |
| --- | --- | --------- | ----------- |
| (Espacial) posición                                                                                    | r, R, a, d                                                                                                | m         | L           |
| Posición angular, ángulo de rotación (puede tratarse como vector o escalar)                            | θ, θ | rad       | None        |
| Área, sección transversal                                                                              | A, S, Ω                                                                                                   | m2        | L2          |
| Vector de área (Magnitud del área de la superficie, dirigida normal al plano tangente a la superficie) | {\displaystyle \mathbf {A} \equiv A\mathbf {\hat {n}} ,\quad \mathbf {S} \equiv S\mathbf {\hat {n}} \,\!} | m2        | L2          |
| Volumen                                                                                                | τ, V | m3        | L3          |

### Densidades, flujos, gradientes y momentos
Cantidades derivadas importantes y convenientes como densidades, flujos, flujos, corrientes eléctricas están asociadas con muchas cantidades. A veces, términos diferentes como densidad de corriente y densidad de flujo, tasa, frecuencia y corriente, se utilizan indistintamente en el mismo contexto, a veces se utilizan de forma única.
Para aclarar estas magnitudes derivadas de plantillas efectivas, dejaremos que q sea cualquier magnitud dentro de cierto ámbito de contexto (no necesariamente magnitudes de base) y presentaremos en la tabla siguiente algunos de los símbolos más comúnmente utilizados cuando proceda, sus definiciones, uso, unidades SI y dimensiones SI - donde [q] denota la dimensión de q.
Para las derivadas temporales y las densidades específica, molar y de flujo de las magnitudes, no existe un símbolo único, la nomenclatura depende del tema, aunque las derivadas temporales pueden escribirse generalmente utilizando la notación de sobrepunto. Por generalidad utilizamos qm, qn, y F respectivamente. No se requiere necesariamente ningún símbolo para el gradiente de un campo escalar, ya que sólo es necesario escribir el operador [Nabla]] ∇ o Gradiente. Para densidad espacial, corriente, densidad de corriente y flujo, las notaciones son comunes de un contexto a otro, diferenciándose sólo por un cambio en los subíndices.
Para la densidad de corriente, {\displaystyle \mathbf {\hat {t}} } es un vector unitario en la dirección del flujo, es decir, tangente a una línea de flujo. Obsérvese el producto punto con la normal unitaria para una superficie, ya que la cantidad de corriente que atraviesa la superficie se reduce cuando la corriente no es normal a la superficie. Sólo la corriente que pasa perpendicular a la superficie contribuye a la corriente que pasa a través de la superficie, ninguna corriente pasa en el plano (tangencial) de la superficie.
Las notaciones de cálculo que aparecen a continuación pueden utilizarse como sinónimos.
Si X es una función n-variable {\displaystyle X\equiv X\left(x_{1},x_{2}\cdots x_{n}\right)}, entonces
Diferencial La diferencial en un espacio n-dimensional es {\displaystyle \mathrm {d} ^{n}x\equiv \mathrm {d} V_{n}\equiv \mathrm {d} x_{1}\mathrm {d} x_{2}\cdots \mathrm {d} x_{n}},
Integral: La integral múltiple de X sobre el volumen del espacio n es {\displaystyle \int X\mathrm {d} ^{n}x\equiv \int X\mathrm {d} V_{n}\equiv \int \cdots \int \int X\mathrm {d} x_{1}\mathrm {d} x_{2}\cdots \mathrm {d} x_{n}\,\!}.
| Cantidad                                                                             | Símbolos típicos | Definición | Significado, uso | Dimensión             |
| ------------------------------------------------------------------------------------ | --- | --- | --- | --------------------- |
| Cantidad                                                                             | q | q | Cantidad de una propiedad | [q]                   |
| Tasa de cambio de una cantidad, Derivada temporal                                    | {\displaystyle {\dot {q}}} | {\displaystyle {\dot {q}}\equiv {\frac {\mathrm {d} q}{\mathrm {d} t}}} | Tasa de cambio de la propiedad con respecto al tiempo.                                                                                              | [q]T-1                |
| Densidad espacial de la cantidad                                                     | ρ = densidad de volumen (n = 3), σ = densidad de superficie (n = 2), λ = densidad lineal (n = 1). No hay símbolo común para la densidad espacial n, aquí se usa ρn. {\displaystyle q=\int \rho _{n}\mathrm {d} V_{n}} | Cantidad de propiedad por unidad n-espacio (longitud, área, volumen o dimensiones superiores) | [q]L-n |                       |
| Cantidad específica                                                                  | qm | {\displaystyle q_{m}={\frac {\mathrm {d} q}{\mathrm {d} m}}} | Cantidad de propiedad por unidad de masa | [q]M-1                |
| Cantidad molar                                                                       | qn | {\displaystyle q_{n}={\frac {\mathrm {d} q}{\mathrm {d} n}}} | Cantidad de propiedad por mol de sustancia. | [q]N-1                |
| Gradiente de cantidad (si q es un campo escalar).                                    | | {\displaystyle \nabla q} | Tasa de cambio de la propiedad con respecto a la posición.                                                                                          | [q]L-1                |
| Cantidad espectral (para ondas EM)                                                   | qv, qν, qλ. | Se utilizan dos definiciones, para frecuencia y longitud de onda: {\displaystyle q=\int q_{\lambda }\mathrm {d} } {\displaystyle q=\int q_{\nu }\mathrm {d} \nu }                                                                    | Cantidad de propiedad por unidad de longitud de onda o frecuencia.                                                                                  | [q]L-1 (qλ) [q]T (qν) |
| Flujo, caudal (sinónimos)                                                            | ΦF, F | Se utilizan dos definiciones; Mecánica del transporte, física nuclear/física de partículas: {\displaystyle q=\iiint F\mathrm {d} A\mathrm {d} t} Campo vectorial: {\displaystyle \Phi _{F}=\iint _{S}\mathbf {F} \cdot \mathrm {d} } | Flujo de una propiedad a través de un límite de sección transversal/superficie.                                                                     | [q]T-1L-2, [F]L2      |
| Densidad de flujo                                                                    | F | {\displaystyle \mathbf {F} \cdot \mathbf {\hat {n}} ={\frac {\mathrm {d} \Phi _{F}}{\mathrm {d} A}}\,\!} | Flujo de una propiedad a través de un límite de sección transversal/superficie por unidad de área de sección transversal/superficie.                | [F]                   |
| Corriente                                                                            | i, I | {\displaystyle I={\frac {\mathrm {d} q}{\mathrm {d} t}}} | Tasa de flujo de propiedad a través de una sección transversal sección transversal / superficie límite                                              | [q]T-1                |
| Densidad de corriente (a veces llamada densidad de flujo en mecánica del transporte) | j, J {\displaystyle I=\iint \mathbf {J} \cdot \mathrm {d} \mathbf {S} } | Tasa de flujo de la propiedad por unidad de sección transversal/área de superficie. | [q]T-1L-2 |                       |
| Momento de cantidad                                                                  | m, M | Se pueden utilizar dos definiciones; q es un escalar: {\displaystyle \mathbf {m} =\mathbf {r} q} q es un vector: {\displaystyle \mathbf {m} =\mathbf {r} \times \mathbf {q} }                                                        | La cantidad en la posición r tiene un momento alrededor de un punto o ejes, a menudo se relaciona con la tendencia de rotación o energía potencial. | [q]L                  |

## Sistema Internacional de Unidades
El Sistema Internacional de Unidades se basa en dos tipos de magnitudes físicas:
- Las siete que toma como unidades fundamentales, de las que derivan todas las demás. Son longitud, tiempo, masa, intensidad de corriente eléctrica, temperatura, cantidad de sustancia e intensidad luminosa.
- Las  unidades derivadas, que son las restantes y que pueden ser expresadas con una combinación matemática de las anteriores.

### Unidades básicas o fundamentales del Sistema Internacional de Unidades (SI)
Las magnitudes básicas derivadas del SI son las siguientes:
- Longitud: metro (m). El metro es la distancia recorrida por la luz en el vacío en 1/299 792 458 segundos. Este patrón fue establecido en el año 1983.
- Tiempo: segundo (s). El segundo es la duración de 9 192 631 770 períodos de la radiación correspondiente a la transición entre los dos niveles hiperfinos del estado fundamental del cesio-133. Este patrón fue establecido en el año 1967.
- Masa: kilogramo (kg). El kilogramo está definido a base de la constante de Planck, esta equivaliendo a 6.62607015×10−34 kg⋅m²⋅s−1. Este patrón fue establecido en el año 2018, e implementado en el año 2019.[3]
- Intensidad de corriente eléctrica: amperio (A). El amperio o ampere es la intensidad de una corriente constante que, manteniéndose en dos conductores paralelos, rectilíneos, de longitud infinita, de sección circular despreciable y situados a una distancia de un metro uno de otro, en el vacío, produciría una fuerza igual a 2×10−7 newton por metro de longitud.
- Temperatura: kelvin (K). El kelvin es la fracción 1/273,16 de la temperatura del punto triple del agua.
- Cantidad de sustancia: mol (mol). El mol es la cantidad de sustancia de un sistema que contiene tantas entidades elementales como átomos hay en 12 gramos de carbono-12.
- Intensidad luminosa: candela (cd). La candela es la unidad luminosa, en una dirección dada, de una fuente que emite una radiación monocromática de frecuencia 540×1012 Hz y cuya intensidad energética en dicha dirección es 1/683 vatios por estereorradián.

### Unidades Fundamentales en el Sistema Cegesimal C.G.S.
- Longitud: centímetro (cm). 1/100 del metro (m) S.I.
- Tiempo: segundo (s). La misma definición del S.I.
- Masa: gramo (g). 1/1000 del kilogramo (kg) del S.I.

### Unidades Fundamentales en el Sistema Gravitacional Métrico Técnico
- Longitud: metro (m). La misma definición del S.I.
- Tiempo: segundo (s). La misma definición del S.I.
- Fuerza: kilogramo-fuerza (kgf). El peso de una masa de 1 kg (S.I.), en condiciones normales de gravedad (g = 9,80665 m/s²).

### Magnitudes físicas derivadas
Una vez definidas las magnitudes que se consideran básicas, las demás resultan derivadas y se pueden expresar como combinación de las primeras.
Las unidades derivadas se usan para las siguientes magnitudes: superficie, volumen, velocidad, aceleración, densidad, frecuencia, periodo, fuerza, presión, trabajo, calor, energía, potencia, carga eléctrica, diferencia de potencial, potencial eléctrico, resistencia eléctrica, etc.
Algunas de las unidades usadas para esas magnitudes derivadas son:
- Fuerza: newton (N), que es igual a kg·m/s²
- Energía: julio (J), que es igual a kg·m²/s²